# インディアナ郡 (ペンシルベニア州)
インディアナ郡（英: Indiana County）は、アメリカ合衆国ペンシルベニア州の郡である。人口は8万3246人（2020年）。郡庁所在地はインディアナ・ボロであり、同郡で人口最大の町である。
インディアナ郡は1803年3月30日にウェストモアランド郡とクリアフィールド郡の一部を合わせて設立された。郡名はインディアナ準州から採られた可能性が強く、また郡の外形がインディアナ州に似ているという指摘もある。「世界のクリスマスツリー首都」を標榜しており、毎年100万本以上のツリーを出荷している。
インディアナ郡は、2013年からピッツバーグ都市圏に加えられた。

## 地理
アメリカ合衆国国勢調査局に拠れば、郡域全面積は834平方マイル (2,160.1 km2)であり、このうち陸地829平方マイル (2,147.1 km2)、水域は5平方マイル (12.9 km2)で水域率は0.60%である。

### 隣接する郡
- ジェファーソン郡 - 北
- クリアフィールド郡 - 北東
- カンブリア郡 - 南東
- ウェストモアランド郡 - 南
- アームストロング郡 - 西

## 政治
2008年11月時点でインディアナ郡には58,077人の登録有権者がいた。
- 民主党: 26,653 (45.89%)
- 共和党: 24,159 (41.60%)
- その他の政党: 7,265 (12.51%)

インディアナ郡はアメリカ合衆国下院議員ペンシルベニア州第9選挙区に属し、2013年時点では共和党議員を選出している。ペンシルベニア州議会上院では第41選挙区に属しており、下院では第60、第62および第66選挙区に属している。2013年時点で上院は共和党、下院は共和党3人が独占している。

## 人口動態
以下は2000年国勢調査による人口統計データである。
| 基礎データ - 人口: 89,605人 - 世帯数: 34,123 世帯 - 家族数: 22,521 家族 - 人口密度: 42人/km2（108人/mi2） - 住居数: 37,250軒 - 住居密度: 17軒/km2（45軒/mi2） 人種別人口構成 - 白人: 96.87% - アフリカン・アメリカン: 1.57% - ネイティブ・アメリカン: 0.08% - アジア人: 0.74% - 太平洋諸島系: 0.01% - その他の人種: 0.16% - 混血: 0.58% - ヒスパニック・ラテン系: 0.51% 先祖による構成 - ドイツ系：25.9% - イタリア系：11.6% - アイルランド系：10.7% - アメリカ人：8.6% - イギリス系：7.1% - ポーランド系：6.8% | 年齢別人口構成 - 18歳未満: 21.1% - 18-24歳: 16.6% - 25-44歳: 24.8% - 45-64歳: 22.7% - 65歳以上: 14.9% - 年齢の中央値: 36歳 - 性比（女性100人あたり男性の人口） - 総人口: 94.0 - 18歳以上: 90.6 世帯と家族（対世帯数） - 18歳未満の子供がいる: 27.9% - 結婚・同居している夫婦: 54.3% - 未婚・離婚・死別女性が世帯主: 8.2% - 非家族世帯: 34.0% - 単身世帯: 26.5% - 65歳以上の老人1人暮らし: 11.8% - 平均構成人数 - 世帯: 2.47人 - 家族: 2.99人 |

## 都市と町

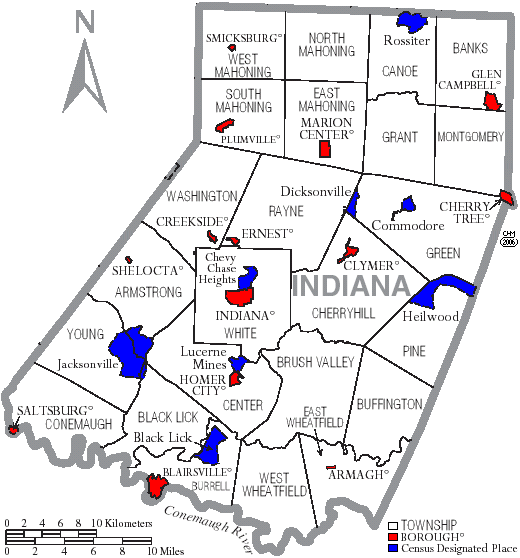
インディアナ郡の自治体、ボロは赤、タウンシップは白、国勢調査指定地域は青

ペンシルベニア州法の下では4種類の自治体がある。市、ボロ、タウンシップ、町である。

### ボロ
| - アルマー - ブレアズビル - チェリーツリー - クライマー - クリークサイド - アーネスト - グレンキャンベル | - ホーマーシティ - インディアナ - 郡庁所在地 - マリオンセンター - プラムビル - ソルツバーグ - シェロクタ - スミックスバーグ |

### タウンシップ
| - アームストロング - バンクス - ブラックリック - ブラッシュバレー - バッフィントン - バレル - カヌー - センター - チェリーヒル - コーンモー - イーストマホニング - イーストウィートフィールド | - グラント - グリーン - モンゴメリー - ノースマホニング - パイン - レイン - サウスマホニング - ワシントン - ウェストマホニング - ウェストウィートフィールド - ホワイト - ヤング |

### 国勢調査指定地域
国勢調査指定地域はアメリカ合衆国国勢調査局が人口統計データを取るために設定した地域である。州法の下では実際の司法権が及ぶ範囲ではない。村などその他の未編入領域も下記に挙げる。
| - ブラックリック - シェビィシェイスハイツ - コモドア - コーラル - ディクソンビル - グレイストン | - ハイルウッド - ジャクソンビル - ルサーンマインズ - ロビンソン - ロシター |

### 未編入の町
| - クラークスバーグ - ホーム - ロチェスターミルズ | - セシャループ - ウィーラム - ウェストレバノン |

## 環境問題
2003年、自動車起源のスモッグを形成する排気について、アメリカ合衆国環境保護庁のオゾン基準を達成していないと指摘された。
郡内には石炭焚き火力発電所であるホーマーシティ発電所がある。2002年、有害化学物質排出目録制度に基づき、この発電所は州内で2番目に有害化学物質排出量が多いと環境保護運動家から指摘された。2003年には、二酸化硫黄と二酸化炭素の排出量で、それぞれ国内第4位と第28位になっていた。

## 教育

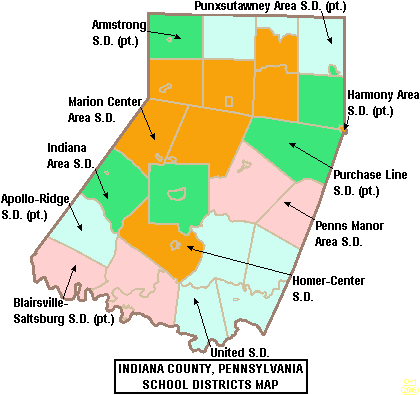
インディアナ郡教育学区の区分図

### 公共教育学区
- アームストロング教育学区（部分）
- アポロ・リッジ教育学区（部分）
- ブレアズビル・ソルツバーグ教育学区†
- ハーモニー地域教育学区（部分）
- ホーマー・センター教育学区
- インディアナ地域教育学区
- マリオンセンター地域教育学区
- ペンズマナー地域教育学区
- パンクサトーニー地域教育学区（部分）
- パーチェイスライン教育学区 †
- 統合教育学区

† - 郡内に施設があるが、他の地域からも受け入れている

### 高等教育機関
- カンブリア・ロー実業カレッジ – インディアナ
- インディアナ・ペンシルベニア大学 – インディアナ
- ウェストモアランド郡コミュニティカレッジ – インディアナ
- ワイオテック – ブレアズビル

## 著名な出身者
- ジェームズ・ステュアート、俳優、インディアナ・ボロ生まれ